# Olympische Sommerspiele 2024/Teilnehmer (Indonesien)
| Gelbes Symbol für Goldmedaillen mit stilisierten Olympischen Ringen | Graues Symbol für Silbermedaillen mit stilisierten Olympischen Ringen | Braundes Symbol für Bronzemedaillen mit stilisierten Olympischen Ringen |
| ------------------------------------------------------------------- | --------------------------------------------------------------------- | ----------------------------------------------------------------------- |
| 2                                                                   | —                                                                     | 1                                                                       |

Indonesien nahm an den Olympischen Spielen 2024 vom 26. Juli bis zum 11. August 2024 in Paris teil. Es war die insgesamt 17. Teilnahme an Olympischen Sommerspielen.

## Teilnehmer nach Sportarten

### Badminton
Neun indonesische Badmintonspieler konnten sich über die Race-to-Paris-Rangliste in allen Wettbewerben qualifizieren.
| Athleten                                    | Wettbewerb | Gruppenphase               | Gruppenphase              | Gruppenphase | Gruppenphase | Achtelfinale  | Achtelfinale            | Viertelfinale      | Viertelfinale      | Halbfinale    | Halbfinale                | Finale / Platz 3 | Finale / Platz 3 | Rang   |
| Athleten                                    | Wettbewerb | Gegner                     | Ergebnis                  | Punkte       | Rang         | Gegner        | Ergebnis                | Gegner             | Ergebnis           | Gegner        | Ergebnis                  | Gegner           | Ergebnis         | Rang   |
| ------------------------------------------- | ---------- | -------------------------- | ------------------------- | ------------ | ------------ | ------------- | ----------------------- | ------------------ | ------------------ | ------------- | ------------------------- | ---------------- | ---------------- | ------ |
| Frauen                                      |            |                            |                           |              |              |               |                         |                    |                    |               |                           |                  |                  |        |
| Gregoria Mariska Tunjung                    | Einzel     | P. Buhrowa                 | 2:0 (21:10, 21:15)        | 2            | 1            | Kim G.-e.     | 2:1 (21:4, 8:21, 23:21) | R. Intanon         | 2:0 (25:23, 21:9)  | An S.-y.      | 1:2 (21:11, 13:21, 16:21) | C. Marín         | w.o.             | Bronze |
| Gregoria Mariska Tunjung                    | Einzel     | T. Švábíková               | 2:0 (21:12, 21:18)        | 2            | 1            | Kim G.-e.     | 2:1 (21:4, 8:21, 23:21) | R. Intanon         | 2:0 (25:23, 21:9)  | An S.-y.      | 1:2 (21:11, 13:21, 16:21) | C. Marín         | w.o.             | Bronze |
| Apriyani Rahayu Siti Fadia Silva Ramadhanti | Doppel     | M. Matsumoto / W. Nagahara | 0:2 (22:24, 15:21)        | 0            | 4            | —             | —                       | ausgeschieden      | ausgeschieden      | ausgeschieden | ausgeschieden             | ausgeschieden    | ausgeschieden    | 13     |
| Apriyani Rahayu Siti Fadia Silva Ramadhanti | Doppel     | Chen Q. / Jia Y.           | 0:2 (12:21, 22:24)        | 0            | 4            | —             | —                       | ausgeschieden      | ausgeschieden      | ausgeschieden | ausgeschieden             | ausgeschieden    | ausgeschieden    | 13     |
| Apriyani Rahayu Siti Fadia Silva Ramadhanti | Doppel     | P. Tan / T. Muralitharan   | 0:2 (18:21, 9:21)         | 0            | 4            | —             | —                       | ausgeschieden      | ausgeschieden      | ausgeschieden | ausgeschieden             | ausgeschieden    | ausgeschieden    | 13     |
| Männer                                      |            |                            |                           |              |              |               |                         |                    |                    |               |                           |                  |                  |        |
| Jonatan Christie                            | Einzel     | J. Carraggi                | 2:1 (18:21, 21:11, 21:16) | 2            | 2            | ausgeschieden | ausgeschieden           | ausgeschieden      | ausgeschieden      | ausgeschieden | ausgeschieden             | ausgeschieden    | ausgeschieden    | 14     |
| Jonatan Christie                            | Einzel     | K. Cordón                  | w.o.                      | 2            | 2            | ausgeschieden | ausgeschieden           | ausgeschieden      | ausgeschieden      | ausgeschieden | ausgeschieden             | ausgeschieden    | ausgeschieden    | 14     |
| Jonatan Christie                            | Einzel     | L. Sen                     | 0:2 (18:21, 12:21)        | 2            | 2            | ausgeschieden | ausgeschieden           | ausgeschieden      | ausgeschieden      | ausgeschieden | ausgeschieden             | ausgeschieden    | ausgeschieden    | 14     |
| Anthony Ginting                             | Einzel     | H. Shu                     | 2:0 (21:14, 21:8)         | 1            | 2            | ausgeschieden | ausgeschieden           | ausgeschieden      | ausgeschieden      | ausgeschieden | ausgeschieden             | ausgeschieden    | ausgeschieden    | 14     |
| Anthony Ginting                             | Einzel     | T. J. Popov                | 1:2 (19:21, 21:17, 15:21) | 1            | 2            | ausgeschieden | ausgeschieden           | ausgeschieden      | ausgeschieden      | ausgeschieden | ausgeschieden             | ausgeschieden    | ausgeschieden    | 14     |
| Fajar Alfian Muhammad Rian Ardianto         | Doppel     | M. Lamsfuß / M. Seidel     | 2:0 (21:13, 21:17)        | 2            | 2            | —             | —                       | Liang W. / Wang C. | 0:2 (22:24, 20:22) | ausgeschieden | ausgeschieden             | ausgeschieden    | ausgeschieden    | 5      |
| Fajar Alfian Muhammad Rian Ardianto         | Doppel     | R. Labar / L. Corvée       | 2:0 (21:13, 21:10)        | 2            | 2            | —             | —                       | Liang W. / Wang C. | 0:2 (22:24, 20:22) | ausgeschieden | ausgeschieden             | ausgeschieden    | ausgeschieden    | 5      |
| Fajar Alfian Muhammad Rian Ardianto         | Doppel     | S. Rankireddy / C. Shetty  | 0:2 (13:21, 13:21)        | 2            | 2            | —             | —                       | Liang W. / Wang C. | 0:2 (22:24, 20:22) | ausgeschieden | ausgeschieden             | ausgeschieden    | ausgeschieden    | 5      |
| Mixed                                       |            |                            |                           |              |              |               |                         |                    |                    |               |                           |                  |                  |        |
| Rinov Rivaldy Pitha Haningtyas Mentari      | Doppel     | Kim W.-h. / Jeong N.-e.    | 2:1 (22:20, 14:21, 21:19) | 1            | 4            | —             | —                       | ausgeschieden      | ausgeschieden      | ausgeschieden | ausgeschieden             | ausgeschieden    | ausgeschieden    | 13     |
| Rinov Rivaldy Pitha Haningtyas Mentari      | Doppel     | Zheng S. / Huang Y.        | 0:2 (10:21, 3:21)         | 1            | 4            | —             | —                       | ausgeschieden      | ausgeschieden      | ausgeschieden | ausgeschieden             | ausgeschieden    | ausgeschieden    | 13     |
| Rinov Rivaldy Pitha Haningtyas Mentari      | Doppel     | T. Gicquel / D. Delrue     | 0:2 (13:21, 15:21)        | 1            | 4            | —             | —                       | ausgeschieden      | ausgeschieden      | ausgeschieden | ausgeschieden             | ausgeschieden    | ausgeschieden    | 13     |

### Bogenschießen
Über die Weltrangliste erhielt Indonesien einen Startplatz für den Mannschaftswettbewerb der Frauen, wodurch auch drei Schützinnen im Einzel an den Start gehen durften. Über die Asienspiele 2022 erhielt man zudem einen Platz für den Einzelwettbewerb der Männer. Damit war man auch im Mixed-Wettbewerb vertreten.
| Athleten                                                | Wettbewerb | Qualifikation | Qualifikation | 1. Runde          | 1. Runde | 2. Runde      | 2. Runde      | Achtelfinale  | Achtelfinale  | Viertelfinale | Viertelfinale | Halbfinale    | Halbfinale    | Finale / Platz 3 | Finale / Platz 3 | Rang |
| Athleten                                                | Wettbewerb | Ringe         | Rang          | Gegner            | Ergebnis | Gegner        | Ergebnis      | Gegner        | Ergebnis      | Gegner        | Ergebnis      | Gegner        | Ergebnis      | Gegner           | Ergebnis         | Rang |
| ------------------------------------------------------- | ---------- | ------------- | ------------- | ----------------- | -------- | ------------- | ------------- | ------------- | ------------- | ------------- | ------------- | ------------- | ------------- | ---------------- | ---------------- | ---- |
| Frauen                                                  |            |               |               |                   |          |               |               |               |               |               |               |               |               |                  |                  |      |
| Diananda Choirunisa                                     | Einzel     | 670 PB        | 6             | L. van der Winkel | 7:1      | C. Gnoriega   | 6:5           | B. Kaur       | 6:5           | L. Barbelin   | 5:6           | ausgeschieden | ausgeschieden | ausgeschieden    | ausgeschieden    | 5    |
| Syifa Nurafifah Kamal                                   | Einzel     | 640 PB        | 43            | B. Kaur           | 3:7      | ausgeschieden | ausgeschieden | ausgeschieden | ausgeschieden | ausgeschieden | ausgeschieden | ausgeschieden | ausgeschieden | ausgeschieden    | ausgeschieden    | 33   |
| Rezza Octavia                                           | Einzel     | 650 SB        | 32            | V. Chénier        | 6:2      | Lim S.-h.     | 0:6           | ausgeschieden | ausgeschieden | ausgeschieden | ausgeschieden | ausgeschieden | ausgeschieden | ausgeschieden    | ausgeschieden    | 17   |
| Diananda Choirunisa Syifa Nurafifah Kamal Rezza Octavia | Mannschaft | 1960          | 7             | —                 | —        | —             | —             | Malaysia      | 5:3           | China         | 1:5           | ausgeschieden | ausgeschieden | ausgeschieden    | ausgeschieden    | 5    |
| Männer                                                  |            |               |               |                   |          |               |               |               |               |               |               |               |               |                  |                  |      |
| Arif Dwi Pangestu                                       | Einzel     | 656           | 40            | Tang C.-c.        | 1:7      | ausgeschieden | ausgeschieden | ausgeschieden | ausgeschieden | ausgeschieden | ausgeschieden | ausgeschieden | ausgeschieden | ausgeschieden    | ausgeschieden    | 33   |
| Mixed                                                   |            |               |               |                   |          |               |               |               |               |               |               |               |               |                  |                  |      |
| Diananda Choirunisa Arif Dwi Pangestu                   | Mannschaft | 1326          | 12            | —                 | —        | —             | —             | Indien        | 1:5           | ausgeschieden | ausgeschieden | ausgeschieden | ausgeschieden | ausgeschieden    | ausgeschieden    | 9    |

### Gewichtheben
Über die olympische Qualifikationsrangliste der IWF konnten sich drei indonesische Gewichtheber für die Olympischen Spiele qualifizieren.
| Athleten         | Wettbewerb        | Reißen  | Reißen | Stoßen                | Stoßen                | Zweikampf     | Zweikampf     | Rang |
| Athleten         | Wettbewerb        | Gewicht | Rang   | Gewicht               | Rang                  | Gewicht       | Rang          | Rang |
| ---------------- | ----------------- | ------- | ------ | --------------------- | --------------------- | ------------- | ------------- | ---- |
| Frauen           |                   |         |        |                       |                       |               |               |      |
| Nurul Akmal      | Klasse über 81 kg | 105 kg  | 11     | 140 kg                | 10                    | 245 kg        | 12            | 12   |
| Männer           |                   |         |        |                       |                       |               |               |      |
| Eko Yuli Irawan  | Klasse bis 61 kg  | 135 kg  | 2      | ohne gültigen Versuch | ohne gültigen Versuch | ausgeschieden | ausgeschieden | DNF  |
| Rizki Juniansyah | Klasse bis 73 kg  | 155 kg  | 2      | 199 kg OR             | 1                     | 354 kg        | 1             | Gold |

### Judo
Über die IJF-Weltrangliste konnte sich eine indonesische Judoka im Halbleichtgewicht der Frauen qualifizieren.
| Athleten              | Wettbewerb       | 1. Runde    | 1. Runde | 2. Runde | 2. Runde | Achtelfinale | Achtelfinale | Viertelfinale | Viertelfinale | Halbfinale / Trostrunde | Halbfinale / Trostrunde | Finale / Platz 3 | Finale / Platz 3 | Rang |
| Athleten              | Wettbewerb       | Gegner      | Ergebnis | Gegner   | Ergebnis | Gegner       | Ergebnis     | Gegner        | Ergebnis      | Gegner                  | Ergebnis                | Gegner           | Ergebnis         | Rang |
| --------------------- | ---------------- | ----------- | -------- | -------- | -------- | ------------ | ------------ | ------------- | ------------- | ----------------------- | ----------------------- | ---------------- | ---------------- | ---- |
| Frauen                |                  |             |          |          |          |              |              |               |               |                         |                         |                  |                  |      |
| Maryam March Maharani | Klasse bis 52 kg | J. Ferreira | 10s1:0s1 | —        | —        | D. Krasniqi  | 0:10         | ausgeschieden | ausgeschieden | ausgeschieden           | ausgeschieden           | ausgeschieden    | ausgeschieden    | 9    |

### Leichtathletik
Laufen und Gehen
| Athleten            | Wettbewerb | Vorlauf | Vorlauf | Hoffnungslauf | Hoffnungslauf | Halbfinale    | Halbfinale    | Finale        | Finale        | Rang          |
| Athleten            | Wettbewerb | Zeit    | Rang    | Zeit          | Rang          | Zeit          | Rang          | Zeit          | Rang          | Rang          |
| ------------------- | ---------- | ------- | ------- | ------------- | ------------- | ------------- | ------------- | ------------- | ------------- | ------------- |
| Männer              |            |         |         |               |               |               |               |               |               |               |
| Lalu Muhammad Zohri | 100 m      | 10,35 s | 2       | 10,26 s       | 6             | ausgeschieden | ausgeschieden | ausgeschieden | ausgeschieden | ausgeschieden |

### Radsport
Über die entsprechende Qualifikationsrangliste erhielt Indonesien einen Startplatz auf der Bahn für den Omniumwettbewerb der Männer.

#### Bahn
| Athleten         | Wettbewerb | Rang | Details                                                            |
| ---------------- | ---------- | ---- | ------------------------------------------------------------------ |
| Männer           |            |      |                                                                    |
| Bernard van Aert | Omnium     | 20   | Scratch: 6 Temporennen: 2 Ausscheidungsfahren: 1 Punktefahren: −40 |

### Rudern
Bei der asiatischen Qualifikationsregatta in Chungju gewann Indonesien einen Startplatz für den Einer der Männer.
| Athleten  | Wettbewerb | Vorlauf     | Vorlauf | Vorlauf       | Hoffnungslauf / Viertelfinale | Hoffnungslauf / Viertelfinale | Hoffnungslauf / Viertelfinale | Halbfinale  | Halbfinale | Halbfinale    | Finale      | Finale | Rang |
| Athleten  | Wettbewerb | Zeit        | Rang    | Qualifikation | Zeit                          | Rang                          | Qualifikation                 | Zeit        | Rang       | Qualifikation | Zeit        | Rang   | Rang |
| --------- | ---------- | ----------- | ------- | ------------- | ----------------------------- | ----------------------------- | ----------------------------- | ----------- | ---------- | ------------- | ----------- | ------ | ---- |
| Männer    |            |             |         |               |                               |                               |                               |             |            |               |             |        |      |
| Memo Memo | Einer      | 7:19,33 min | 5       | Hoffnungslauf | 7:19,60 min                   | 3                             | Halbfinale E/F                | 7:32,18 min | 3          | E-Finale      | 7:02,23 min | 3      | 27   |

### Schießen
Bei den Asienmeisterschaften mit Gewehr und Pistole 2024 im heimischen Jakarta gewann Indonesien einen Startplatz für den Wettbewerb mit dem Luftgewehr der Männer.
| Athleten         | Wettbewerb                           | Qualifikation   | Qualifikation | Finale          | Finale        |
| Athleten         | Wettbewerb                           | Ringe/ Scheiben | Rang          | Ringe/ Scheiben | Rang          |
| ---------------- | ------------------------------------ | --------------- | ------------- | --------------- | ------------- |
| Männer           |                                      |                 |               |                 |               |
| Fathur Gustafian | 50 m Kleinkaliber Dreistellungskampf | 574             | 43            | ausgeschieden   | ausgeschieden |
| Fathur Gustafian | 10 m Luftgewehr                      | 628,7           | 15            | ausgeschieden   | ausgeschieden |

### Schwimmen
| Athleten            | Wettbewerb          | Vorlauf     | Vorlauf | Halbfinale    | Halbfinale    | Finale        | Finale        | Rang |
| Athleten            | Wettbewerb          | Zeit        | Rang    | Zeit          | Rang          | Zeit          | Rang          | Rang |
| ------------------- | ------------------- | ----------- | ------- | ------------- | ------------- | ------------- | ------------- | ---- |
| Frauen              |                     |             |         |               |               |               |               |      |
| Azzahra Permatahani | 200 m Lagen         | 2:20,51 min | 31      | ausgeschieden | ausgeschieden | ausgeschieden | ausgeschieden | 31   |
| Männer              |                     |             |         |               |               |               |               |      |
| Joe Kurniawan       | 100 m Schmetterling | 53,95 s     | 33      | ausgeschieden | ausgeschieden | ausgeschieden | ausgeschieden | 33   |

### Sportklettern
Über die Kletterweltmeisterschaft 2023, das asiatische Qualifikationsevent und die olympische Qualifikationsserie konnten sich insgesamt vier indonesische Speedkletterer für die olympischen Spiele qualifizieren.
Speed
| Athleten                    | Qualifikation | Qualifikation | Achtelfinale | Achtelfinale    | Viertelfinale | Viertelfinale | Halbfinale    | Halbfinale    | Finale / Platz 3 | Finale / Platz 3 | Rang |
| Athleten                    | Zeit          | Rang          | Zeit         | Gegner          | Zeit          | Gegner        | Zeit          | Gegner        | Zeit             | Gegner           | Rang |
| --------------------------- | ------------- | ------------- | ------------ | --------------- | ------------- | ------------- | ------------- | ------------- | ---------------- | ---------------- | ---- |
| Frauen                      |               |               |              |                 |               |               |               |               |                  |                  |      |
| Desak Made Rita Kusuma Dewi | 6,385 s       | 3             | 6,38:8,43    | P. Kelly        | 6,369:6,363   | Deng L.       | ausgeschieden | ausgeschieden | ausgeschieden    | ausgeschieden    | 6    |
| Rajiah Sallsabillah         | 6,58 s        | 8             | Sturz:7,26   | L. Romero Pérez | 6,54:7,98     | E. Hunt       | 6,41:6,38     | Deng L.       | 8,24:6,53        | A. Kałucka       | 4    |
| Männer                      |               |               |              |                 |               |               |               |               |                  |                  |      |
| Rahmad Adi Mulyono          | Fehlstart     | 14            | 5,13:4,98    | V. Leonardo     | ausgeschieden | ausgeschieden | ausgeschieden | ausgeschieden | ausgeschieden    | ausgeschieden    | 10   |
| Veddriq Leonardo            | 4,79 s        | 1             | 4,98:5,13    | R. A. Mulyono   | 4,88:5,26     | B. Mawem      | 4,78:4,84     | R. Alipour    | 4,75:4,77        | Wu P.            | Gold |

### Surfen
Über die ISA World Surfing Games 2024 qualifizierte sich Rio Waida für seine zweiten Olympischen Spiele.
| Athleten  | Wettbewerb | 1. Runde | 1. Runde | 2. Runde | 2. Runde  | 3. Runde      | 3. Runde      | Viertelfinale | Viertelfinale | Halbfinale    | Halbfinale    | Finale / Platz 3 | Finale / Platz 3 | Rang |
| Athleten  | Wettbewerb | Punkte   | Rang     | Gegner   | Ergebnis  | Gegner        | Ergebnis      | Gegner        | Ergebnis      | Gegner        | Ergebnis      | Gegner           | Ergebnis         | Rang |
| --------- | ---------- | -------- | -------- | -------- | --------- | ------------- | ------------- | ------------- | ------------- | ------------- | ------------- | ---------------- | ---------------- | ---- |
| Männer    |            |          |          |          |           |               |               |               |               |               |               |                  |                  |      |
| Rio Waida | Shortboard | 5,74     | 3        | J. Smith | 5,40:9,50 | ausgeschieden | ausgeschieden | ausgeschieden | ausgeschieden | ausgeschieden | ausgeschieden | ausgeschieden    | ausgeschieden    | 17   |

### Turnen
Über die Neuverteilung des Gastgeberstartplatzes erhielt Rifda Irfanaluthfi einen Startplatz für den Mehrkampf der Frauen.

#### Gerätturnen
| Athleten           | Wettbewerb   | Qualifikation | Qualifikation | Finale        | Finale        | Rang |
| Athleten           | Wettbewerb   | Punkte        | Rang          | Punkte        | Rang          | Rang |
| ------------------ | ------------ | ------------- | ------------- | ------------- | ------------- | ---- |
| Frauen             |              |               |               |               |               |      |
| Rifda Irfanaluthfi | Stufenbarren | 9,166         | 80            | ausgeschieden | ausgeschieden | 80   |